# Neuroleon (Neuroleon) caligatus
Neuroleon (Neuroleon) caligatus is een insect uit de familie van de mierenleeuwen (Myrmeleontidae), die tot de orde netvleugeligen (Neuroptera) behoort. 
Neuroleon (Neuroleon) caligatus is voor het eerst wetenschappelijk beschreven door Navás in 1921.